# Bulbophyllum ciluliae
Bulbophyllum ciluliae är en orkidéart som beskrevs av Bianch. och João Aguiar Nogueira Batista. Bulbophyllum ciluliae ingår i släktet Bulbophyllum och familjen orkidéer. Inga underarter finns listade i Catalogue of Life.